# Dignomus dilophus
Dignomus dilophus là một loài bọ cánh cứng trong họ Ptinidae. Loài này được Illiger miêu tả khoa học năm 1807.